# Theuerdank

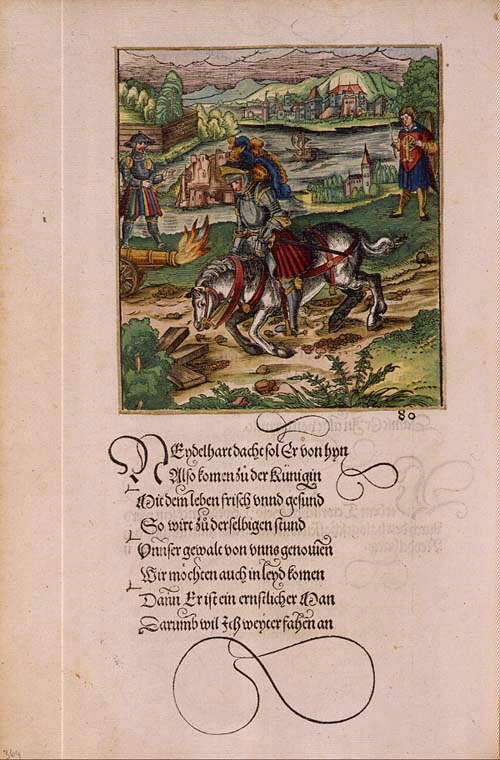
Page du Theuerdank. 1519: Estampe coloriée de Leonard Beck. Chapitre 80: Le cheval de Maximilian attaqué par un boulet de canon

Le Theuerdank est une œuvre écrite au début de l'imprimerie, pour Maximilien Ier (empereur des Romains). Il se met en scène pour accompagner le voyage de sa fiancée Marie de Bourgogne en 1477, c'est l'histoire du chevalier Thewrdanck
Der Theuerdank appartient à une série artistique ambitieuse d'impression comme le Livre de prières de Maximilien

## L’œuvre
Le chevalier Thewrdanck se prépare pour son mariage avec Ernreich, fille du Roi Romreichs. Le chevalier qui a 18 ans, est conduit dans son voyage par Ernhold. Ils croisent des intempéries, des hordes de sangliers, des chutes de pierres en chemin et chaque fois, ensuite, ils sont accompagnés par Fürwittig, Unfalo et Neidelhart. Les Trois sont capitaines et craignent la dissolution de l'armée de terre par suite du mariage et font tout pour le retarder. Fürwitz amène le héros par des idées stupides dans le pétrin et Neidelhart amène le chevalier Thewrdanck dans des dangers de toutes sortes. Tous trois finissent à la fin au bourreau : Fürwitz perd la tête, Unfalo est pendu sur le gibet et Neidhard est renversé d'un balcon. Le chevalier Theuerdank est fiancé, certes, à la fin, cependant, il doit avant qu'Ehrenreich lui appartienne, partir encore en Terre sainte pour de nouvelles aventures; l'histoire finit par cette décision. Ainsi, le chapitre 117 reste vide dans la distribution de 1517 ; devant le chapitre final se trouvent trois pages vides. Elles furent complétées dans les adaptations plus tardives avec la croisade jamais exécutée par Maximilien en Terre sainte.

## Mise en page

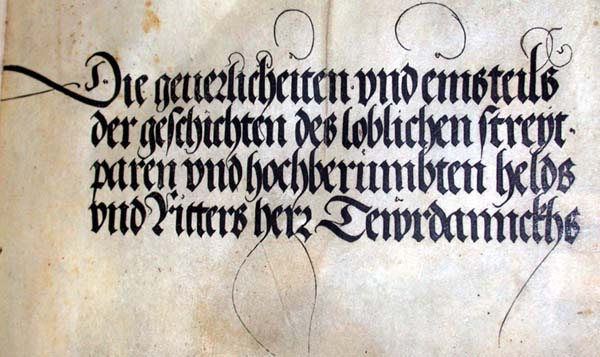
Titre de Theuerdank, 1517. Le "R" de "Ritters" (chevalier) à la dernière ligne a une courbe décorative particulière, appelée trompe d'éléphant (Elefantenrüssel).

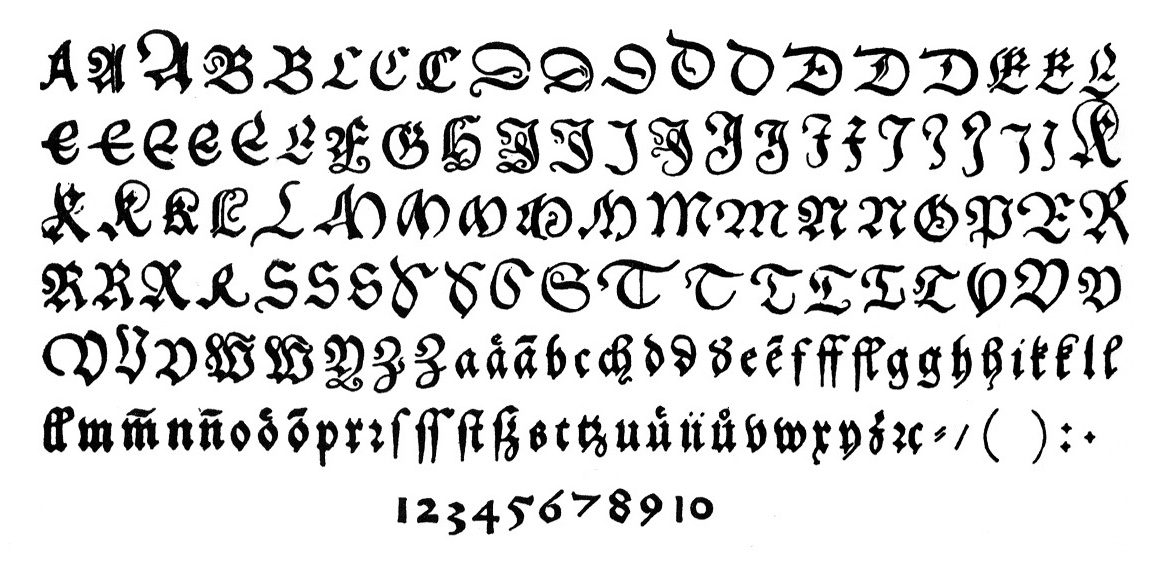
Typographie de Theuerdank

Le Theuerdank est considéré comme un ouvrage important de l'art typographique. La typographie est projetée par Vinzenz Rockner qui avait déjà présenté l'écriture pour le livre de prières de Maximilien. Sa forme est construite à la demande de l'Empereur, une écriture usuelle dans sa chancellerie, la Textura dont les imprimeurs s'étaient détournés, depuis longtemps au début du XVIe siècle. L'écriture de l'ouvrage s'impose sous le nom Theuerdank au XVIe siècle et est regardée aujourd'hui comme le premier degré de la Fraktur. En 1517, Johann Schönsperger (1455–1521), imprimeur impérial depuis 1508, est installé à Nürnberg. La deuxième édition en 1519 est réalisée par Schönsperger à Augsburg.

## Illustrations
Sur les 118 bois, Leonhard Beck en dessine 77 et s'ajuste à la commande de l'Empereur en particulier quand les textes changent. Hans Leonhard Schäuffelin en dessine 20, Hans Burgkmair, 13, et les autres sont faits par Wolf Traut, Hans Weiditz et Erhard Schön. Certains ne sont pas attribuées.
Jost de Negker, le meilleur graveur de cette période, travaille avec ses assistants et est payé 4 gulden par bloc.

## Sources
- (en)/(de) Cet article est partiellement ou en totalité issu des articles intitulés en anglais « Theuerdank » (voir la liste des auteurs) et en allemand « Theuerdank » (voir la liste des auteurs).